# Spettro di emissione
Lo spettro di emissione di un elemento chimico o di un composto chimico è l'insieme delle frequenze della radiazione elettromagnetica emesse dagli elettroni dei suoi atomi quando questi compiono una transizione da uno stato ad energia maggiore verso uno a energia minore.
Eccitando (ad esempio per riscaldamento) una sostanza, essa produrrà delle radiazioni, che sono il risultato delle vibrazioni dei suoi atomi, facendo passare tali radiazioni attraverso un prisma, queste verranno deviate a seconda della loro lunghezza d'onda.
Raccogliendo le radiazioni separate su uno schermo o su una lastra fotografica si ottiene lo spettro di emissione della sostanza in questione.Per ogni transizione tra stati, l'energia del fotone emesso è uguale alla differenza di energia dei due stati secondo l'equazione
E = hν
che mette in correlazione l'energia della transizione con la frequenza del fotone di luce emesso (h è la costante di Planck). Dal momento che in ogni elemento o composto chimico vi sono numerose transizioni possibili, l'insieme dei fotoni di diverse frequenze emessi dall'elemento o dalla molecola ne costituisce lo spettro.
Lo spettro di emissione di ciascun elemento o molecola è unico, per questo la sua analisi, detta spettroscopia, può essere usata per analizzare qualitativamente e quantitativamente una sostanza.
La comparsa di soli determinati colori nello spettro di emissione di un elemento significa che solo certe frequenze di luce sono emesse. Il principio dello spettro di emissione è alla base del funzionamento delle lampade a scarica (le "luci al neon") e del saggio alla fiamma.

Spettro di emissione dell'idrogeno nella luce visibile

Spettro di emissione del ferro nella luce visibile

Si noti come l'idrogeno - che ha un solo elettrone - abbia meno transizioni possibili e produca uno spettro molto più semplice del ferro (26 elettroni).